# Cercle de l'Union interalliée
Pour les articles homonymes, voir Interallié.
Le cercle de l'Union interalliée est un club social parisien fondé en 1917 et comprenant 3 300 membres. Il est situé à l'hôtel Perrinet de Jars, au 33 de la rue du Faubourg-Saint-Honoré, dans le 8e arrondissement. Le Cercle de l'Union interalliée se définit comme un « lieu d'échanges entre les élites françaises et internationales ». On trouve notamment  comme membres des dirigeants de grandes entreprises, des personnalités politiques, des diplomates, des officiers supérieurs, des représentants de la noblesse française et étrangère, des magistrats, des avocats, des écrivains et artistes.

## Histoire
Le cercle de l'Union interalliée a été fondé en 1917 lors de la Première Guerre mondiale afin d'accueillir et d'offrir les ressources morales et matérielles aux officiers et personnalités des nations de la Triple-Entente. Grâce aux nombreux soutiens politiques (hommes d'État, maréchaux, ambassadeurs, etc.), le cercle élut domicile dans l'hôtel particulier d'Henri de Rothschild, construit en 1714.
Après 1918, bien que la guerre fût terminée, il apparut important aux yeux des dirigeants du cercle de poursuivre le travail entrepris concernant la cohésion des peuples.
En 1920, l'association acquit l'hôtel particulier pour l'équivalent d'un million d'euros.
En 1928, le peintre Foujita reçoit une commande de huit panneaux, formant un ensemble de plus de douze mètres de long, pour décorer le bar du Cercle. Ces panneaux sont aujourd'hui placés dans le salon des visiteurs.
En 1929-1930, des travaux pour plus de 5 millions de francs sont réalisés pour notamment moderniser et agrandir les salons. À cette date, les membres du cercle peuvent déjeuner, prendre le thé et dîner, avec leur famille et leurs invités. Les femmes sont admises à partir de 9 h 30, mais elles n'ont accès qu'au rez-de-chaussée, au bar et au parc qu'à partir de 15 heures. Les dimanches et jours de fête, elles peuvent toutefois prendre leur repas dans les jardins du cercle. Les hommes peuvent assister aux représentations du lundi de l'Opéra de Paris, dans la loge du cercle. Les membres ont en outre à leur disposition à Compiègne un golf 18 trous, 5 courts de tennis, un cercle nautique sur les bords de l'Oise, un country club avec des chambres.
Durant l'entre-deux-guerres, le Cercle s'impose comme un lieu de référence de la vie culturelle et littéraire parisienne. Il accueille des personnalités éminentes telles que Paul Valéry, André Gide, Jean Giraudoux ou la duchesse Edmée de La Rochefoucauld, et Louise de Vilmorin, qui marquera les années 1950 par sa présence. Par ailleurs, le Cercle Interallié est un lieu de représentation théâtrale régulière, notamment pour des pièces de Sacha Guitry, et de nombreux récitals de musique, impulsés par Nadia Boulanger.
Sous l’occupation allemande, le cercle sert comme cercle des officiers du gouverneur militaire du « Grand Paris ».
En 1973, une piscine de 25 mètres ainsi qu'un ensemble sportif contemporain (restaurant, sauna, hammam, salles de gym et de squash) sont aménagés sous la direction de l'architecte Jean-Georges Cleret. Une œuvre du sculpteur Marc Bankowsky est installée au plafond de la piscine, qui donne sur les jardins.
Le soir du second tour de l'élection présidentielle de 1974, Valéry Giscard d'Estaing, entouré de sa famille, attend les résultats dans l'un des salons du Cercle.
Depuis 1979, le 33 rue du Faubourg-Saint-Honoré, siège du Cercle de l'Union interalliée, accueille également le Nouveau Cercle de l'Union, dont il est totalement indépendant.
Depuis 2014, Le Siècle organise ses dîners mensuels au sein du Cercle de l'Union Interalliée.
Le 14 juillet 2015, le président mexicain, Enrique Peña Nieto, est reçu au Cercle après avoir assisté au défilé du 14-Juillet.
En 2016, une rénovation des salons du Cercle est mise en œuvre, sous la direction de l'architecte Juan Pablo Molyneux. Outre les nombreuses salles à manger et salons de réception, le Cercle comprend également un bar, des salles de lecture, une bibliothèque, une salle de billard et un fumoir, un parc arboré de 4 500 mètres carrés, ainsi qu'un ensemble sportif.
Le Cercle reçoit comme conférencier en novembre 2021 Éric Zemmour, alors que ce dernier n'avait pu adhérer au club deux ans auparavant. Pour le quotidien Le Monde, cet évènement illustre une « étrange bienveillance » des milieux économiques et intellectuels à son égard.
Chaque année, au début de l'été, une soirée de gala y est organisée, ponctuée par un feu d'artifice dans les jardins, afin de rendre hommage à une nation invitée.
Des expositions sont régulièrement organisées dans les salons du Cercle. En 1920, lors de l'exposition « Les Cents Portraits », le portrait de Proust par Jacques-Émile Blanche y fut présenté pour la première fois au public. En 2018, le journaliste Jean-Claude Narcy a présenté une exposition de cent photographies pour célébrer le centenaire de la Première Guerre mondiale.
Le Cercle  a établi un code vestimentaire en vigueur dans ses salons et jardins, à l'exception de l'ensemble sportif. Il s'applique à tous les membres et invités. Le port de blue-jeans est interdit, et les hommes sont tenus de porter une veste et une cravate,.

### Fondateurs de l'Union interalliée
Les fondateurs du club étaient :
- Le comte Marc Bonnin de la Bonninière de Beaumont, principal fondateur et animateur, vice-président délégué jusqu'à son décès en février 1931, président de la Société immobilière de l'Union interalliée, administrateur de sociétés[17]
- Le marquis de Bryas
- Monsieur Paul Dupuy, patron du quotidien Le Petit Parisien
- Monsieur Arthur Meyer, patron du quotidien Le Gaulois
- Monsieur Jean de Sillac, conseiller d'ambassade
- Le comte Charles d'Andigné
- Monsieur S. Barbac
- Monsieur du Breuil de Saint-Germain
- Monsieur André Citroën
- Monsieur Léon Dumontet, trésorier du Cercle
- Le comte Edmond de Fels
- Vice-amiral François Ernest Fournier
- Monsieur Fernand Heusghem.

### Présidents depuis 1917
- 1917-1919 : le vice-amiral François Ernest Fournier
- 1920-1928 : le maréchal Ferdinand Foch
- 1929-1935 : l'ambassadeur de France Jules Cambon
- 1936-1937 : le président Gaston Doumergue
- 1938-1942 : le prince Charles-Louis de Beauvau-Craon
- 1943-1945 : l'amiral Lucien Lacaze, vice-président délégué
- 1946-1959 : le comte Stanislas de Castellane
- 1960-1975 : le prince Jean-Louis de Faucigny-Lucinge
- 1975-1999 : le comte Jean de Beaumont
- 1999-2009 : le sénateur-maire Pierre-Christian Taittinger
- depuis 2009 : le comte Denis de Kergorlay

## Admission
Pour être admis, les candidats doivent être présentés par deux parrains membres du club, et les candidates par deux marraines également membres du cercle.
L'un des parrains doit être de la nationalité du candidat. Par ailleurs, un vote est effectué par une commission d'admission, après audition du candidat. Les droits d'admission sont de 3 900 € avec une cotisation annuelle de 1 310 à 2 340 €, à laquelle il faut ajouter 1 230 € pour accéder aux installations sportives.

## Quelques membres célèbres
Parmi les 3 300 membres, sont ou ont été membres :
- Philippe Depoux
- Pierre Assouline[18]
- Édouard Balladur[18]
- Jacques Barrot[18]
- Dominique Bazy (UBS France)[19]
- Claude Bébéar[18]
- Jérôme Bédier[18]
- Bélasco
- Stéphane Bern[18]
- Laurence Boone
- Jean-Pierre Bouyssonnie[18]
- Peter Boyles (HSBC)[19]
- Jean-Denis Bredin[18]
- Maurice de Broglie (vice-président)
- Laurent Burelle (Plastic Omnium)[19]
- Jérôme Cahuzac[20]
- Jules Cambon[18]
- Hélène Carrère d'Encausse[18]
- Jean-Charles de Castelbajac[18]
- François Ceyrac[18]
- André Citroën[18]
- Bernard Comolet[18]
- Gaston Doumergue[18]
- Horace Finaly, banquier
- Pierre-Étienne Flandin (vice-président)
- Ferdinand Foch[18]
- Philippe Germond (Atos Origin)[19]
- Valéry Giscard d'Estaing[18]
- Armand de Gramont (1879-1962)
- Serge Groussard[18]
- Jacques de Gunzbourg
- Patrice Vuillard (Kelyum Group)
- Comte Xavier de La Rochefoucauld-Montbel
- Henri-Robert, avocat
- Philippe Houzé (Galeries Lafayette)[19]
- Isabelle Juppé[21]
- Théodore Laurent, industriel
- Pierre Lellouche[18]
- Jean Mattéoli[18]
- Arthur Meyer[18]
- Robert Mitterrand[18]
- Pierre Mongin[18]
- Pierre Perrin[19]
- Augustin de Romanet (Caisse des dépôts)[19]
- Nadine de Rothschild[18]
- Yves-Thibault de Silguy (Vinci)[19]
- Guy Sorman[18]
- Jean-Louis Thiériot
- Boris Vukobrat[18]
- Lazare Weiller
- Serge Weinberg (Accor)[19]
- Orace Wirlpool[18]